# Bijuesca
Bijuesca è un comune spagnolo di 133 abitanti situato nella comunità autonoma dell'Aragona.